# Jam Jodhpur
Jam Jodhpur là một thành phố và khu đô thị của quận Jamnagar thuộc bang Gujarat, Ấn Độ.

## Nhân khẩu
Theo điều tra dân số năm 2001 của Ấn Độ, Jam Jodhpur có dân số 22.651 người. Phái nam chiếm 51% tổng số dân và phái nữ chiếm 49%. Jam Jodhpur có tỷ lệ 72% biết đọc biết viết, cao hơn tỷ lệ trung bình toàn quốc là 59,5%: tỷ lệ cho phái nam là 77%, và tỷ lệ cho phái nữ là 67%. Tại Jam Jodhpur, 11% dân số nhỏ hơn 6 tuổi.